# Colline des Moineaux
La colline des Moineaux ou monts des Moineaux (russe : Воробьёвы го́ры), anciennement de 1935 à 1999 monts Lénine (russe : Ле́нинские го́ры), est une colline de la rive droite de la Moskova. C'est le point le plus élevé de Moscou avec une altitude maximum de 220 mètres. Le gratte-ciel et les bâtiments principaux de l'université d'État de Moscou se trouvent sur ses hauteurs qui dominent la Moskova en contrebas.
Le stade Loujniki est situé à proximité.